# Căn phòng tiếng Trung Quốc
Căn phòng tiếng Trung là một thí nghiệm tưởng tượng của nhà triết học người Mỹ John Searle. Thí nghiệm này được đề xuất vào năm 1980 nhằm thách thức trí thông minh nhân tạo.

## Nội dung
Searle tưởng tượng rằng mình ở trong phòng gồm những hộp đựng chữ Trung Quốc. Ông hoàn toàn không biết nghĩa của những chữ này, nhưng bên cạnh chúng là một cuốn sách hướng dẫn về tiếng Trung Quốc. Nếu như có một người nào đó nói tiếng Trung Quốc nói chuyện với ông qua cửa căn phòng trên thì ông có thể dựa vào sự hướng dẫn của cuốn sách đó để trò chuyện lại với người đó cũng qua cửa của căn phòng. Searle cho rằng một máy tính được lập trình tốt đến mấy thì cũng chỉ là sự mô phỏng tiếng Trung Quốc chứ không thể là sự hiểu ngôn ngữ đó. Vì vậy, ông cho rằng máy tính không hề thông minh.

## Ý kiến khác
Tuy nhiên, Alan Turing lại cho rằng nếu như một chương trình máy tính nói chuyện với một người khác như một con người thì có thể nói máy tính có suy nghĩ, vì vậy nó thông minh. Và ý kiến này của Turing được chấp nhận cho đến nay.

## Chi tiết thí nghiệm
Năm 1980, trong bài báo “Minds, Brains and Programs“, John Searle đã trình bày một thí nghiệm tên là The Chinese Room (Căn Phòng Trung Hoa). Ý tưởng về Căn Phòng Trung Hoa của Searle được mô tả như sau: giả sử rằng có một căn phòng kín, bên trong đó có một người chỉ biết tiếng Việt. Căn phòng gồm một loạt các ký tự tiếng Trung, một loạt các kịch bản tiếng Trung và một cẩm nang bằng tiếng Việt chỉ cách ghép nối các ký tự theo các kịch bản. Một người nào đó ở ngoài căn phòng sẽ đưa một mẩu giấy ghi một câu hỏi bằng tiếng Trung vào khe đầu vào cho người bên trong. Người bên trong sẽ trả lời câu hỏi đó và đưa mẩu giấy chứa câu trả lời cũng bằng tiếng Trung ra khe đầu ra.
Có thể lấy một ví dụ đơn giản như sau:”Bên ngoài căn phòng đưa vào câu hỏi “你好嗎?”. Người bên trong không hiểu gì về câu hỏi này cả nhưng anh ta có được chỉ dẫn trong cuốn cẩm nang rằng nếu thấy câu hỏi “你好嗎?” thì hãy trả lời “我很好”. Người trong căn phòng cứ thế làm theo hướng dẫn và câu trả lời được đưa ra cho người bên ngoài mặc dù anh ta không hề biết rằng cặp câu này đơn giản chỉ là “Bạn có khỏe không?” và “Tôi vẫn khỏe”. Với cách làm như vậy, người trong căn phòng không cần biết tiếng Trung vẫn có thể trả lời các câu hỏi. Độ chính xác của câu trả lời chỉ phụ thuộc vào độ chi tiết của cuốn cẩm nang mà thôi.
Mô hình căn phòng trung hoa chính là sự mô phỏng lại của một máy tính (căn phòng) và chương trình (cuốn cẩm nang). Vậy thật sự một máy tính được lập trình tốt để đưa ra những phản hồi hay có thể xem là có nhận thức và tư duy? Đối với Căn Phòng Trung Hoa thì rõ ràng là không. Chúng ta thấy rằng người trong căn phòng không hề có một nhận thức nào về tiếng Trung, anh ta đơn thuần là làm theo các hướng dẫn. Thuật toán chính là các hướng dẫn và máy tính chính là người thực hiện theo các hướng dẫn. Như vậy, một máy tính chứa một phần mềm tốt không thể được xem như là có nhận thức và tư duy được mà chỉ là một sự mô phỏng sự nhận thức và tư duy.
Tuy nhiên qua bài báo của mình, Searle đã chỉ ra khái niệm về Trí tuệ Nhân tạo Mạnh (Strong AI) và Trí tuệ Nhân tạo Yếu (Weak AI). Trí tuệ Nhân tạo Yếu chỉ đơn thuần là một mô hình mô phỏng tâm trí, hay chỉ là cái vỏ của tâm trí. Trong khi đó, Trí tuệ Nhân tạo Mạnh là sự mô phỏng hoàn thiện của tâm trí với khả năng nhận thức và tư duy.